# Badwill
Badwill is het negatieve verschil tussen het eigen vermogen van een onderneming en de prijs die ervoor betaald wordt bij een overname.
Badwill is het tegenovergestelde van goodwill. Er ontstaat badwill wanneer de overnameprijs lager is dan het eigen vermogen van de overgenomen onderneming. Badwill wordt ook wel negatieve goodwill genoemd.
Mogelijke oorzaken van badwill liggen in nog niet in de balans tot uitdrukking gekomen fenomenen of verwachtingen. Het kan hier bijvoorbeeld toekomstige schadeclaims betreffen waarvoor nog geen voorziening hoeft te worden genomen, maar die een eventuele koper toch doen besluiten een lager bod uit te brengen.
Een alternatieve oorzaak van badwill ligt in eventuele reputatieschade die het bedrijf heeft opgelopen, waardoor klanten minder geneigd zijn de producten te kopen. Dit kan de waarde van het bedrijf verminderen, mogelijk zelfs tot onder het niveau van de activa op de balans.

## Praktijk voorbeeld
In maart 2023 raakte de de tweede bank van Zwitserland Credit Suisse in ernstige problemen. De bank stond er al langer slecht voor, maar door het dreigende faillissement van First Republic Bank werden de twijfels over het voortbestaan van Credit Suisse acuut. De koers van het aandeel daalde met 70% in maart 2023 naar 0,76 Zwitserse frank. Credit Suisse was te groot en te belangrijk om ten onder te gaan en de Zwitserse regering en centrale bank forceerden een snelle oplossing. De grootste Zwitserse bank UBS werd gevraagd een bod te doen en een paar dagen later boden ze één aandeel UBS voor 22,48 aandelen, dat was in totaal US$ 3,7 miljard, voor Credit Suisse. De aandeelhouders van Credit Suisse hadden geen alternatief en accepteerden het bod. Op 12 juni 2023 was de overname een feit. In het eerste financiële kwartaalverslag na de overname berekende UBS de nettowaarde van bezittingen en schulden van Credit Suisse op US$ 32,8 miljard waardoor een badwill van US$ 28,9 miljard resteerde. De badwill verhoogde de kwartaalwinst voor UBS en daarmee het eigen vermogen.